# Mk 46
Mk 46 é um torpedo leve antissubmarino utilizado pelos países da OTAN e seus aliados. Estes torpedos foram projetados para uso contra submarinos de alto desempenho.
O desenvolvimento inicial da arma se deu como Research Torpedo Concept I (RETORC I), uma das várias armas recomendadas para implementação pelo Projeto Nobska, em 1956. Foi desenvolvido em 1966 e atualizado em 1989 (Mk 46 Mod 5 e Mk 46 Mod 5A) para um melhor desempenho em águas rasas

## Variantes
- Mk 46 Mod 0
- Mk 46 Mod 1
- Mk 46 Mod 2
- Mk 46 Mod 5
- Mk 46 Mod 5A(S): Versão com capacidade antissuperfície;
- Mk 46 Mod 5A(SW): Versão com capacidade anti-submarino;

## Operadores
- Alemanha
- Arábia Saudita

- Austrália
- Bahrein
- Bélgica
- Brasil
- Canadá
- Chile
- Colômbia
- Croácia
- Egito
- Emirados Árabes Unidos
- Equador
- Espanha
- Estados Unidos
- Filipinas
- França
- Grécia
- Indonésia
- Irão
- Israel
- Itália
- Japão
- Kuwait
- Marrocos
- México
- Noruega
- Nova Zelândia
- Países Baixos
- Paquistão
- Peru
- Portugal
- Reino Unido
- República da Coreia
- Tailândia
- Taiwan
- Turquia